# Bernt Øksendal
Bernt Karsten Øksendal (né le 10 avril 1945 à Fredrikstad) est un mathématicien norvégien. 

## Formation et carrière
Il a complété ses études de premier cycle à l'Université d'Oslo, où il a travaillé auprès de Otte Hustad. Il a obtenu son doctorat de l'Université de Californie à Los Angeles en 1971; sa thèse, intitulée Peak Sets and Interpolation Sets for Some Algebras of Analytic Functions, a été supervisée par Theodore Gamelin (en). En 1991, il a été nommé professeur à l'Université d'Oslo. En 1992, il a été nommé professeur adjoint à la Norwegian School of Economics de Bergen, en Norvège.
Son principal champ d'intérêt est l'analyse stochastique, incluant le contrôle stochastique, l'arrêt optimal, les équations différentielles stochastiques ordinaires et partielles et leurs applications, en particulier à la physique, à la biologie et à la finance. Pour sa contribution à ces domaines, il a reçu le Prix Nansen en 1996. Il est membre de l'Académie norvégienne des sciences et des lettres depuis 1996. Il a été élu membre de la Société royale des sciences norvégienne en 2002.
En février 2003, Øksendal a plus de 130 œuvres publiées,dont neuf livres. En 2005, il a enseigné un cours de calcul stochastique à l'Institut africain des sciences mathématiques dans la Ville du Cap en Afrique du Sud.

## Vie privée
Il a résidé à Hosle. Il a épousé Eva Aursland en juin 1968. Ils ont trois enfants.

## Prix et distinctions
- Société mathématique norvégienne  (Président 1987-1989)
- Nommé Professeur VISTA par l'Académie norvégienne des sciences et des lettres (1992-1996)
- Prix Nansen (1996)
- Élu membre de la Société royale des sciences norvégienne (2002)
- Bourse du Conseil européen de la recherche pour les Innovations en Analyse Stochastique et Applications (INNOSTOCH) (2009-2014)
- Prix de la Recherche de l'Université d'Oslo pour l'excellence de ses recherches (2014)
- Responsable scientifique du programme de recherche Stochastic Control, Information and Applications (STOCONINF) (2016-2020)
- Nommé docteur Honoris causa à la Norwegian School of Economics

## Sélection de publications

### Articles
- avec Alexander Munro Davie: « Rational approximation on the union of sets », Proc. Amer. Math. Soc., vol. 29,‎ 1971, p. 581–584 (DOI 10.1090/S0002-9939-1971-0277725-6)
- « A short proof of the F. and M. Riesz theorem », Proc. Amer. Math. Soc., vol. 30,‎ 1971, p. 204 (DOI 10.1090/S0002-9939-1971-0279316-X)
- avec A. M. Davie: « Analytic capacity and differentiability properties of finely harmonic functions », Acta Mathematica, vol. 149, no 1,‎ 1982, p. 127–152 (DOI 10.1007/BF02392352)
- « Finely harmonic functions with finite Dirichlet integral with respect to the Green measure », Trans. Amer. Math. Soc., vol. 287,‎ 1985, p. 687–700 (DOI 10.1090/S0002-9947-1985-0768734-3)
- avec Helge Holden: « A White Noise Approach to Stochastic Neumann Boundary-Value Problems », Acta Applicandae Mathematica, vol. 63, nos 1–3,‎ 2000, p. 141–150 (DOI 10.1023/A:1010730510108)
- « Stochastic partial differential equations driven by multi-parameter white noise of Lévy processes », Quart. Appl. Math., vol. 66,‎ 2008, p. 521–537 (DOI 10.1090/S0033-569X-08-01090-5)

### Livres
- Øksendal, Bernt K. and Sydsæter, Knut (1996). Lineær Algebra. Universitetsforlaget.
- (en) Øksendal, Bernt K., Stochastic Differential Equations : An Introduction with Applications, Berlin, Springer, Berlin, 2003, 365 p. (ISBN 3-540-04758-1); 6th edition, 2010 (lire en ligne)
- Øksendal, Bernt K. et Sulem, Agnès (2005). Stochastic control of jump diffusions, Springer Verlag.
- Holden, Helge, Øksendal, Bernt, Ubøe, Jan et Zhang, Tusheng, Stochastic partial differential equations : A modeling, white noise functional approach, Springer, 2009 (lire en ligne)